# ساندية تاج الدين
 ساندية تاج الدين (مواليد 24 أبريل 1994) هي ممثلة مغربية، شاركت في عدة أفلام ومسلسلات مغربية، كما أن لها ظهور مميز على خشبة المسرح.

## مسيرتها
انطلقت من عالم المسرح وهي لم تتجاوز السابعة من عمرها عندما كانت تجسد أدوارا في تمثيل مسرحيات كانت تقام في مناسبات دراسية أو مخيمات، طورت نفسها في هذا الميدان داخل المحترفات المنظمة بدار الثقافة المنوني حيث شاركت في مسرحية (الخادمات) للمخرج بوسلهام الضعيف التي قدمت في مجموعة من المدن المغربية، كما شاركت في دوري مسرح الأحياء وحظيت بتنويه لجنة التحكيم حينما نالت جائزة أحسن ممثلة، وبالإضافة إلى ذلك اختارها المخرج نبيل لحلو للقيام بدور في فيلمه الأخير (شوف الملك فالقمر). ساندية تاج الدين هي خريجة المعهد العالي للفن المسرحي والتنشيط الثقافي سنة 2017.

## من أعمالها
- 2017: المليار
- 2019: نهار مبروك
- 2019: الدنيا دوارة
- 2019: من أجل القضية
- 2020: ياقوت وعنبر
- 2020: النجم
- 2021: قهوة نص نص
- 2021: زواج سي الطيب
- 2021: بنات العساس
- 2022: الزطاط
- 2022: بغيت حياتك
- 2023: ضاضوس
- 2023: أحلام بنات
- 2024: ألحان الماضي
- 2024: عام ونهار
- 2025: الدم المشروك(مسلسل)

## روابط خارجية
- ساندية تاج الدين على موقع IMDb (الإنجليزية)
- ساندية تاج الدين على موقع قاعدة بيانات الأفلام العربية

لا توجد روابط لمواقع التواصل الاجتماعي.